# Ituglanis paraguassuensis
Ituglanis paraguassuensis är en fiskart som beskrevs av Campos-paiva och Costa 2007. Ituglanis paraguassuensis ingår i släktet Ituglanis och familjen Trichomycteridae. Inga underarter finns listade i Catalogue of Life.